# Роланд (име)
Роналд (мађ. Roland), је мађарско мушко име немачког порекла, а оно је варијација италијанског имена Орландо. Значење имена је херој. 

## Имендани
- 15. јул.
- 9. август.
- 15. септембар.

## Варијације
-, Лорант,
-, Лоранд,
-,
- - старонемачки,
-,
-.